# ジーン・カークパトリック
ジーン・ジョーダン・カークパトリック（英語：Jeane Jordan Kirkpatrick、1926年11月19日 - 2006年12月7日）は、アメリカ合衆国の政治学者、外交官、反共主義者。ジョージタウン大学教授（1967年 - 1980年）を務めた。

## 生涯
1926年11月19日にオクラホマ州ダンカンに誕生する。12歳の時にイリノイ州へ引っ越し、1948年にバーナード・カレッジを卒業した。その後コロンビア大学でフランツ・レオポルド・ノイマンに師事し、政治学の博士号を取得した。
当初はマックス・シャハトマンが主宰する青年社会主義同盟の活動家であったが、ジミー・カーター政権の人権外交に反発し、民主党から共和党へ支持政党を転向し、アメリカ新世紀プロジェクトの賛同者に名を連ねるなど新保守主義者（ネオコン）の典型と言える。1980年にロナルド・レーガンの選対で外交政策顧問を務めた。その後、レーガン政権時代にアメリカ初の女性国際連合大使に就任した。1983年に発生した大韓航空機撃墜事件では、当事国のソビエト連邦（当時）を徹底的に追及した。グアテマラ・フィリピン・アルゼンチンの親米独裁政権、アフガニスタン紛争でのムジャヒディン、アンゴラ内戦のアンゴラ全面独立民族同盟やニカラグア内戦のコントラなどの支援を理論付けたカークパトリック・ドクトリンを主張した。
2006年12月7日にメリーランド州ベセスダの自宅で、心不全により死去した。80歳であった。

## 参照
1. ↑  William Kristol, et al., Letter to George W. Bush, September 20, 2001, newamericancentury.org, n.d., accessed June 1, 2007.
2. ↑  Chomsky, Noam (1985). Turning the Tide. Boston, Massachusetts: South End Press. ISBN 0-89608-266-0.